# 海鵰屬
海鵰屬（學名：Haliaeetus）是鷹形目鷹科的一屬，可能是最古老的一類鳥。其大小差異較大，所罗门群岛海雕（Haliaeetus sanfordi）平均體重1-2公斤，而最大的虎头海雕（Haliaeetus pelagicus）的體重則可以達到12公斤。
其學名源自希臘文之halo（=海）與aetos（=鵰）。

## 物種
現存共有四種：
- 白尾海雕（H. albicilla）
- 白头海雕（H. leucocephalus）
- 虎头海雕（H. pelagicus）
- 玉带海雕（H. leucoryphus）